# 弗拉基米爾·普京推行的外交政策
弗拉基米爾·普京推行的外交政策，是指在2000至2008年及2012至今擔任俄羅斯總統的弗拉基米爾·普京所推行的外交政策和措施。不同學者曾分別對普京的外交理念作出評論，如英國學者諾曼·斯通在文章《難怪他們喜歡普京》中把普京和戴高樂將軍相提並論，而《哈佛商業評論》首席主編阿迪·伊格內修斯則認為普京意在建立一個強大的國家；英國歷史學家馬克斯·黑斯廷斯曾在他的文章《我們是否要在本世紀和俄羅斯戰鬥？》中描述普京是“斯大林的精神繼承者”，又指雖然俄羅斯和西方國家回歸冷戰時期的可能性不大，但俄羅斯和西方國家友誼的“概念是一紙空文”。有意見認為普京對西方的敵意日益增加，這更與全球油價上升有關。

## 與北約及其成員國的關係

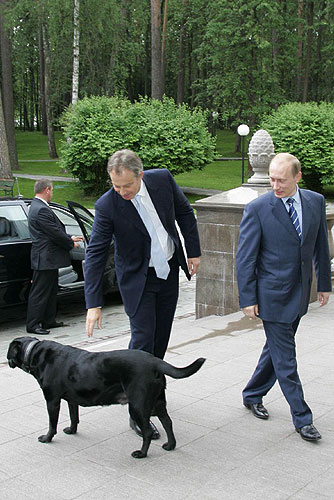
時任英国首相貝理雅、普京和他的狗科尼，攝於2005年

普京領導下的俄羅斯與北約、西歐國家和美國的關係經過了幾個階段。當普京首次就任總統其間，911襲擊發生時，普京很快表態支持美國的反恐戰爭，合作機會亦因此出現；然而，美國的反應是支持北約正式接納愛沙尼亞、拉脫維亞、立陶宛、羅馬尼亞、保加利亞、斯洛伐克、斯洛文尼亞七個鄰近俄羅斯的國家的成員國，並單方面退出美蘇1972年簽署的《反彈道導彈條約》。2003年起，由於俄羅斯不支持伊拉克戰爭及普京推行的內外政策更不顧及西方國家，兩國關係惡化，研究俄羅斯的學者斯蒂芬·科恩更指美國主流媒體和白宮有著強烈的反普京傾向。普京曾在接受訪問時指與俄羅斯和東歐國家最相關的三個問題分別為科索沃政治狀態問題、《歐洲常規武裝力量條約》和美國計劃在波蘭和捷克建立的導彈防禦基地。
普京認為美國在國際關係佔有壟斷優勢，他於2007年2月在慕尼黑安全會議上公開批評這種現象，又指美國幾乎無節制地在國際關係上使用武力，令人感到不安全，他又呼籲世界秩序變得公平和民主，以確保安全和繁榮。普京這次講話被稱為慕尼黑講話，他的言論受到一些批評，如前北約秘書長夏侯雅伯就指講話令人感到失望和無助。慕尼黑講話數個月後，大西洋兩岸各國局勢緊張、輿情洶湧，但俄羅斯和美國官員否認「新冷戰」的思想：時任美國國防部長羅伯特·蓋茨指出席慕尼黑安全會議的各國各國在與包括俄羅斯在內的各國開展夥伴關係的時候，都會遇到必須處理的問題和困難，又指一次冷戰已經足夠，普京亦指俄羅斯不想和美國及西方勢力對抗，只希望美國進行對話及承認雙方的利益平等。
普京在2007年4月26日向聯邦議會遞交年度報告，計劃暫停履行《歐洲常規武裝力量條約》，他認為一些北約新成員國還沒有簽署該條約，因此北約和俄羅斯軍隊存在的不平衡造成了真正的威脅，並為俄羅斯帶來不可預知的情況。在2007年6月4日，普京在記者採訪中被問及如果美國繼續在波蘭和捷克部署有戰略意義的導彈防禦系統，俄國的核武力量會否把歐洲視為攻擊目標；普京指如果美國在歐洲部署核能力，而俄國的軍事專家認為這樣做會構成威脅，他就會這樣做。同月7日，普京公開反對美國在歐洲的導彈防禦系統，並反建議與之共用使用阿塞拜疆蘇聯時代的雷達系統和在北約成員國土耳其或伊拉克建立防禦系統，又建議歐洲國家平等參與該項目。

## 與南亞和東亞國家的關係

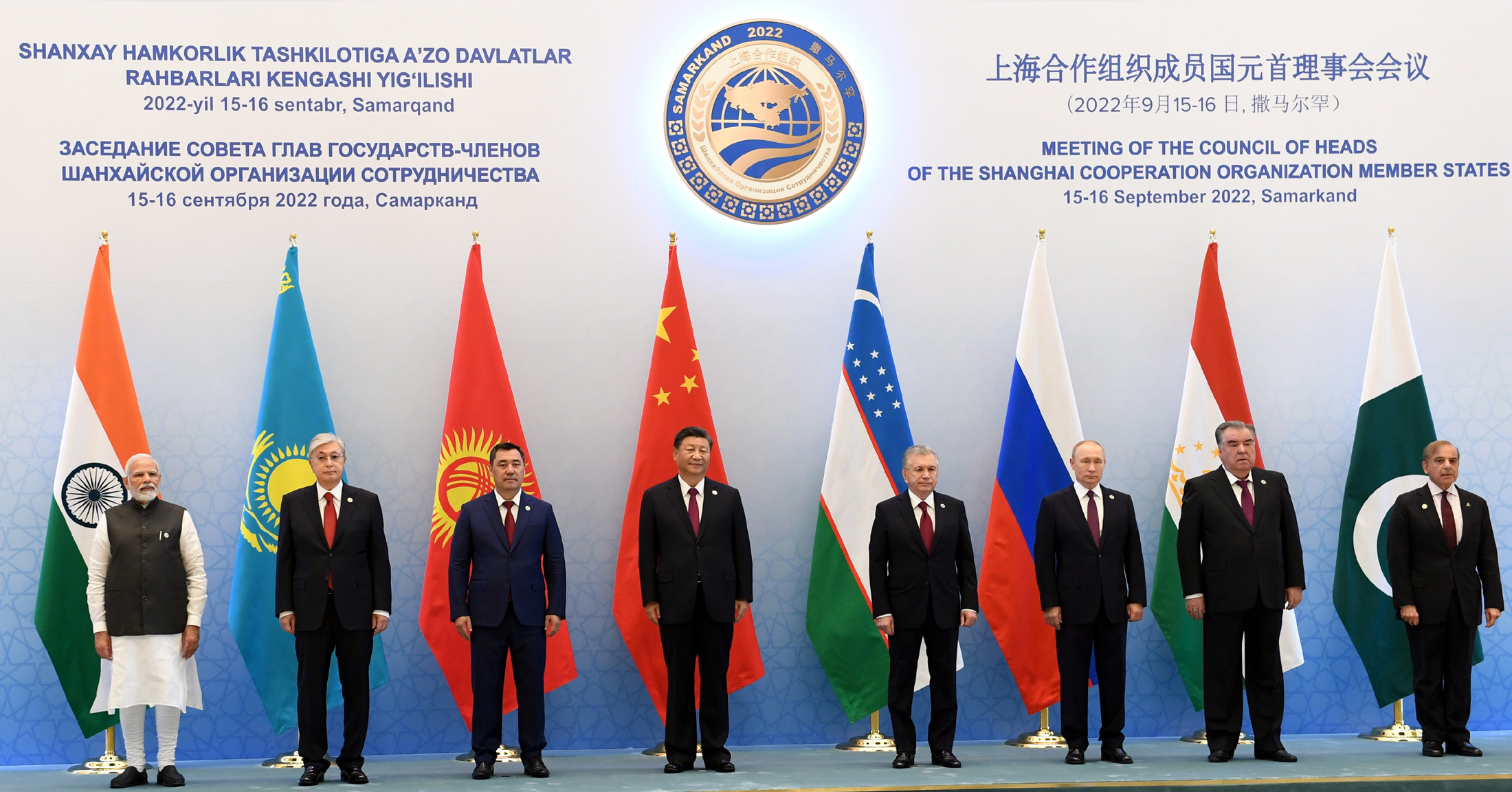
普京出席2022年上海合作组织成员国元首理事会第二十二次会议

在普京上任的第一次和第二次任期，印度和俄羅斯之間的雙邊貿易總額為三十億美元，其中印度對俄羅斯的出口總值為9.08億美元。印度出口到俄羅斯的產品主要包括藥品、茶、咖啡、香料、服裝、食品和工程用品，而俄羅斯出口到印度的產品包括鋼鐵、肥料、非鐵金屬、紙製品、煤製品、穀物和橡膠；普京在印度教徒報一篇文章中寫道，印度和俄羅斯於2000年10月簽署的戰略夥伴關係宣言將是歷史性的一步。印度總理曼莫漢·辛格在講話普京2012年訪問印度時表示普京是印度重要的朋友和印度與俄羅斯戰略協作夥伴關係的建築師。兩國在聯合國、金磚國家、二十國集團和上海合作組織緊密合作，俄羅斯也強烈支持印度成為聯合國安理會常任理事國之一及加入核供應國集團和亞太經濟合作組織。
普京領導下的俄羅斯亦與金磚國家之一的中華人民共和國保持強大和積極的關係，並與其簽署友好條約，又建立跨西伯利亞輸油管線，以應對中國不斷增長的能源需求；兩國亦是上海合作組織的共同成員。

## 與中東和北非國家的關係

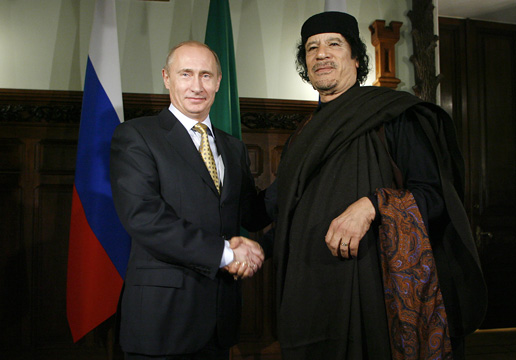
普京和前任利比亞實際最高領導人奥马尔·穆阿迈尔·卡扎菲上校，攝於2008年

於2007年10月16日，普京到伊朗德黑蘭參加第二屆里海峰會，並會見了伊朗總統內賈德，而峰會其他參與者包括阿塞拜疆、哈薩克斯坦和土庫曼斯坦的領導人；在峰會結束後的新聞發布會上，普京指所有的里海國家有發展和平核計劃的權利。普京曾描述伊朗為“合作夥伴”，但表達了對伊朗核計劃的擔憂。
2008年4月，普京訪問利比亞並會見領導人卡扎菲，是首名訪問利比亞的俄羅斯總統，他指在這次訪問中找到了對俄羅斯和利比亞經濟有益的方案，又譴責外國軍事干預利比亞，指聯合國決議有缺陷，並指軍事干預像中世紀的十字軍東征。卡扎菲之死後，普京指美國策劃謀殺卡扎菲，又指「他們（美國）向整個世界展示他（卡扎菲）如何被打死和到處是血。難道這就是他們所謂的民主嗎？」。
迪米特里·特列寧曾在紐約時報上指，俄羅斯在2000至2010年向敘利亞銷售了價值約為150億美元的軍火，大馬士革更是莫斯科的第七大客戶；在敘利亞內戰期間，俄羅斯威脅要否決對敘利亞的任何制裁，並繼續提供武器。普京反對任何外國干預敘利亞內政：2012年6月1日，普京拒絕了法國總統弗朗索瓦·奧朗德呼籲巴沙爾下台的聲明，並指反政府武裝組織造成大部分的傷亡。

## 與前蘇聯國家的關係
在一些前蘇聯國家曾發生「顏色革命」，分別為2003年格魯吉亞玫瑰革命、烏克蘭橙色革命及2004及2005年吉爾吉斯斯坦鬱金香革命，導致這些國家和普京領導下的俄羅斯發生摩擦。2004年12月，普京批評玫瑰革命和橙色革命，指這些革命令前蘇聯地區前陷入無盡的衝突。
2008年8月，格魯吉亞總統薩卡什維利試圖恢復在南奧塞梯的控制，聲稱此舉是為了回應南奧塞梯對格魯吉亞邊境的襲擊。駐紮在那裡的俄羅斯維和部隊和南奧塞梯並肩作戰，對付格魯吉亞軍隊，並把衝突推進到全省。在這種衝突期間，法國外交官讓-達維德·萊維特指普京打算推翻薩卡什維利。普京指責格魯吉亞當局的政策造成兩國惡劣的關係，又指格魯吉亞是一個「兄弟國家」，希望他們能明白俄羅斯不是敵人而是朋友；一個月前，格魯吉亞總統薩卡什維利曾表示普京不是與格魯吉亞政府有相處上的問題，而是和格魯吉亞人不和。
儘管俄羅斯和大部分前蘇聯國家曾有過緊張局勢，普京實施歐亞一體化的政策，而白俄羅斯、哈薩克斯坦和俄羅斯的關稅同盟亦帶來了三個國家的局部經濟統一。

## 與大洋洲國家、拉美國家和其他國家的關係

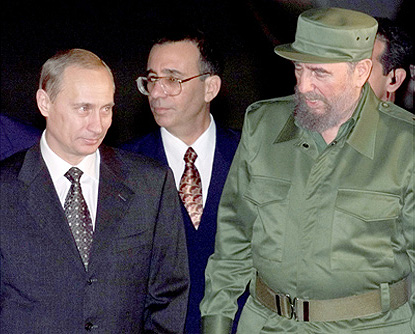
普京和古巴共和國主要創立者菲德爾·卡斯特羅，攝於2000年

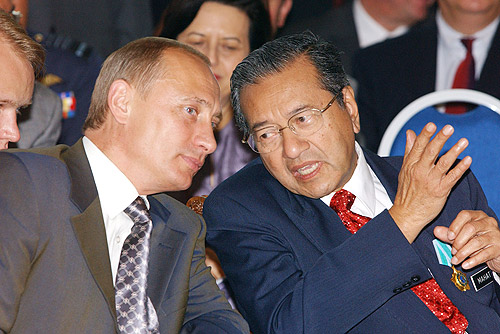
2003年8月5日，普京在布城与马来西亚首相马哈迪·莫哈末会面交流

普京和他的繼任者梅德韋傑夫一直與委內瑞拉總統查韋斯保持友好關係，而普京領導下的俄羅斯自2005年以來已向委內瑞拉出口了超過400億美元的軍火。2008年9月，俄羅斯派出Tu-160轟炸機到委內瑞拉進行飛行訓練；同年11月，兩國在加勒比地區舉行聯合海軍演習。
2007年9月，普京訪問印尼，是50年來第一個訪問該國的俄羅斯領導人。同月，普京出席了在澳大利亞悉尼召開的亞太經合組織會議，並會見澳大利亞總理約翰·霍華德，並簽訂了鈾礦貿易協議，是由首位訪問澳大利亞的俄羅斯總統。
2000年12月，普京曾访问古巴，承诺加强双边关系；2014年7月11日，普京开始为期6天的拉美之行，首站访问古巴；兩國签署了大约12项合作协议，涉及能源、工业、医疗和防灾等多个领域；俄罗斯又决定减免古巴350多亿美元债务的90%。